# Placé
Placé is een gemeente in het Franse departement Mayenne (regio Pays de la Loire) en telt 301 inwoners (2004). De plaats maakt deel uit van het arrondissement Mayenne.

## Geografie
De oppervlakte van Placé bedraagt 25,8 km², de bevolkingsdichtheid is 11,7 inwoners per km².

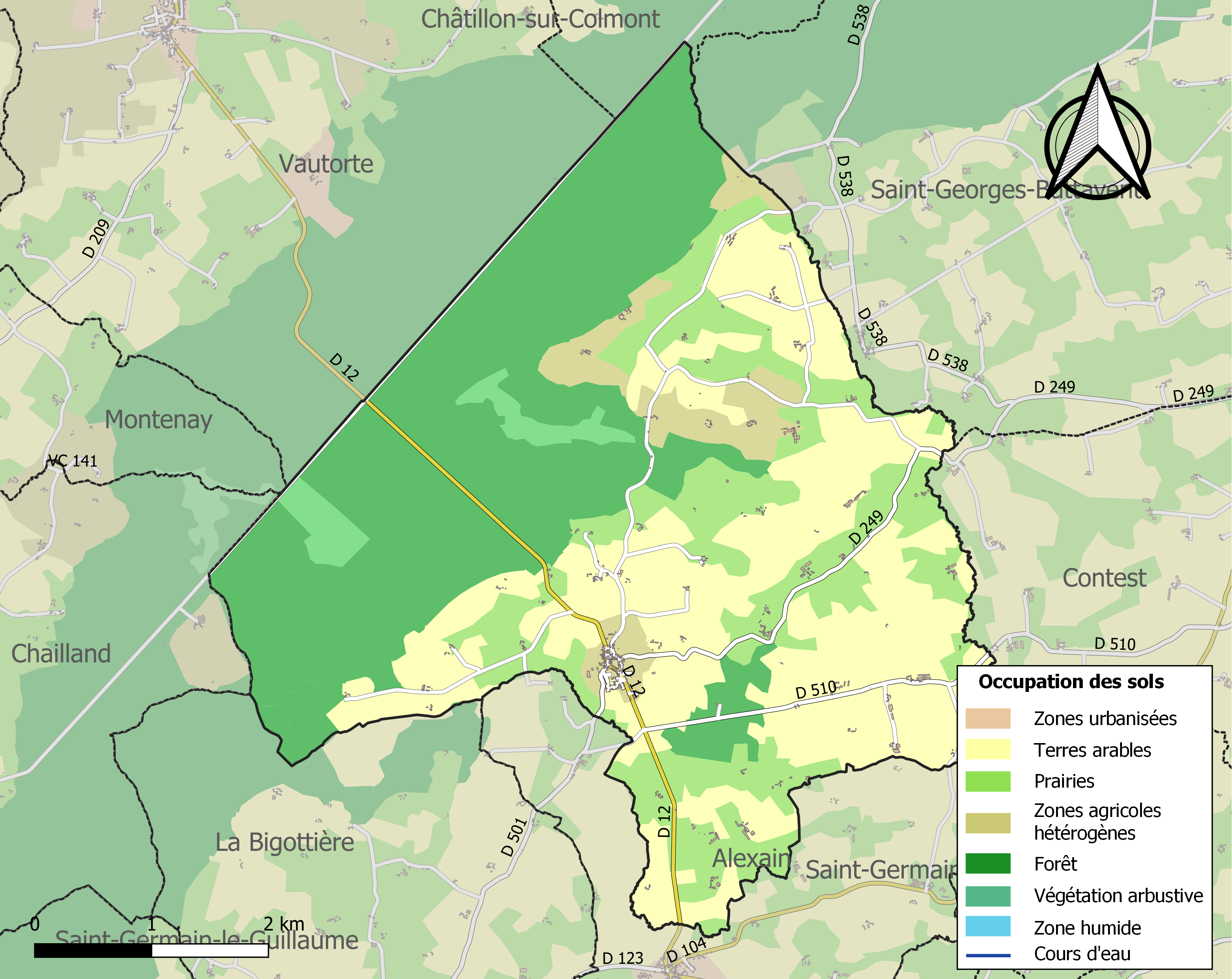
Kaart van de gemeente met de belangrijkste infrastructuur, bodemgebruik en omliggende gemeenten

## Demografie
Onderstaande figuur toont het verloop van het inwonertal (bron: INSEE-tellingen).

1. ↑  Populations de référence 2022.